# اینگرید رودریگز
اینگرید رودریگز (انگلیسی: Ingrid Rodríguez؛ زادهٔ ۲۴ نوامبر ۱۹۹۱) بازیکن فوتبال اهل اکوادور است.
وی همچنین در تیم‌های ملی فوتبال Ecuador women's national football team بازی کرده‌است.